# Pierre Rivard (architecte)
Pierre Rivard (24 avril 1905 à Rouen-12 avril 1988 à Saint-Avertin) est un architecte français.

## Biographie
Pierre Fernand Étienne Louis Rivard naît en 1905 au no 18 rue Saint-Julien à Rouen.
Il reçoit l'agrément no 4994 comme architecte de la Reconstruction.
Il habite no 70 rue de la République en 1925 et au no 56 rue de la République à Rouen en 1929.
Il avait son cabinet d'architecture au no 4 rue de l'Abbé-Cochet et au no 18 rue du Cordier à Rouen.
Le 1er janvier 1943, il s'associe avec Robert Bonnet au no 4 rue de Crosne.
Il meurt en 1988 à Saint-Avertin.

## Réalisations
- projet de la « Cité future » au Petit-Quevilly - 1924-1925, non réalisé
- bains-douches (en collaboration avec Georges Peulevey), rue Joseph-Lebas au Petit-Quevilly - 1928-1929
- caserne des pompiers, boulevard Charles-de-Gaulle au Petit-Quevilly - 1932-1933
- abattoirs municipaux, rue Jacquard au Petit-Quevilly - 1933-1935
- groupe scolaire Bickford-Ferry, 150 bis rue Gambetta - 1935-1938
- extension de la crèche de la Goutte de Lait, 27-29 rue Thiers au Petit-Quevilly - 1933, détruit en 1998
- aménagement au château du Bosc-Féré au Thuit-Signol - 1958 (dortoirs pour la CAF du Havre)
- rénovation urbaine du quartier Saint-Julien au Petit-Quevilly - 1960
- aménagement du théâtre Maxime-Gorki au Petit-Quevilly - 1969